# Lijst van voetbalinterlands Ghana - Togo
Deze lijst van voetbalinterlands is een overzicht van alle officiële voetbalwedstrijden tussen de nationale teams van Ghana en Togo. De landen hebben tot op heden 26 keer tegen elkaar gespeeld. De eerste ontmoeting was een kwalificatiewedstrijd voor de Afrika Cup 1972 op 13 oktober 1971 in Lomé. Het laatste duel, een vriendschappelijke wedstrijd, werd gespeeld op 8 juni 2015 in Accra.

## Wedstrijden
| №  | Plaats      | Datum             | Competitie                          | Wedstrijd    | Uitslag |
| -- | ----------- | ----------------- | ----------------------------------- | ------------ | ------- |
| 1  | Lomé        | 13 oktober 1971   | Afrika Cup 1972 kwalificatie        | Togo − Ghana | 0 − 0   |
| 2  | Accra       | 27 oktober 1971   | Afrika Cup 1972 kwalificatie        | Ghana − Togo | 0 − 1   |
| 3  | Cotonou     | 23 februari 1982  | Vriendschappelijk                   | Ghana − Togo | 2 − 1   |
| 4  | Abidjan     | 27 september 1983 | Vriendschappelijk                   | Ghana − Togo | 1 − 1   |
| 5  | Abidjan     | 2 oktober 1983    | Vriendschappelijk                   | Ghana − Togo | 3 − 1   |
| 6  | Lomé        | 15 februari 1984  | Vriendschappelijk                   | Togo − Ghana | 2 − 1   |
| 7  | Ouagadougou | 21 november 1984  | Vriendschappelijk                   | Togo − Ghana | 2 − 2   |
| 8  | Ouagadougou | 28 november 1984  | Vriendschappelijk                   | Ghana − Togo | 1 − 1   |
| 9  | Accra       | 25 februari 1986  | Vriendschappelijk                   | Togo − Ghana | 2 − 2   |
| 10 | Accra       | 2 maart 1986      | Vriendschappelijk                   | Ghana − Togo | 1 − 0   |
| 11 | Accra       | 6 januari 1987    | Afrikaanse Spelen 1987 kwalificatie | Ghana − Togo | 3 − 0   |
| 12 | Lomé        | 18 januari 1987   | Afrikaanse Spelen 1987 kwalificatie | Togo − Ghana | 1 − 1   |
| 13 | Lomé        | 30 september 1990 | Afrika Cup 1992 kwalificatie        | Togo − Ghana | 0 − 1   |
| 14 | Kumasi      | 29 april 1991     | Afrika Cup 1992 kwalificatie        | Ghana − Togo | 2 − 0   |
| 15 | Lomé        | 5 april 1992      | Vriendschappelijk                   | Togo − Ghana | 1 − 0   |
| 16 | Lomé        | 6 januari 1997    | Vriendschappelijk                   | Togo − Ghana | 4 − 0   |
| 17 | Ouagadougou | 12 februari 1998  | Afrika Cup 1998                     | Ghana − Togo | 1 − 2   |
| 18 | Accra       | 27 januari 2000   | Afrika Cup 2000                     | Ghana − Togo | 2 − 0   |
| 19 | Kumasi      | 14 juni 2004      | Vriendschappelijk                   | Ghana − Togo | 0 − 0   |
| 20 | Monastir    | 11 januari 2006   | Vriendschappelijk                   | Togo − Ghana | 1 − 0   |
| 21 | Londen      | 15 augustus 2006  | Vriendschappelijk                   | Ghana − Togo | 2 − 0   |
| 22 | Accra       | 18 november 2007  | Vriendschappelijk                   | Ghana − Togo | 2 − 0   |
| 23 | Antwerpen   | 8 februari 2011   | Vriendschappelijk                   | Ghana − Togo | 4 − 1   |
| 24 | Lomé        | 10 september 2014 | Afrika Cup 2015 kwalificatie        | Togo − Ghana | 2 − 3   |
| 25 | Tamale      | 19 november 2014  | Afrika Cup 2015 kwalificatie        | Ghana − Togo | 3 − 1   |
| 26 | Accra       | 8 juni 2015       | Vriendschappelijk                   | Ghana − Togo | 1 − 0   |

## Samenvatting
| Competitie                     | Totaal gespeeld | Winst Ghana | Gelijk | Winst Togo | Doelsaldo Ghana – Togo |
| ------------------------------ | --------------- | ----------- | ------ | ---------- | ---------------------- |
| Afrika Cup                     | 2               | 1           | 0      | 1          | 3 − 2                  |
| Afrika Cup-kwalificatie        | 6               | 4           | 1      | 1          | 9 − 4                  |
| Afrikaanse Spelen-kwalificatie | 2               | 1           | 1      | 0          | 4 − 1                  |
| Vriendschappelijk              | 16              | 7           | 5      | 4          | 22 − 17                |
| Totaal                         | 26              | 13          | 7      | 6          | 38 − 24                |

## Details

### 23ste ontmoeting
| Vriendschappelijk (Antwerpen, België, 8 februari 2011):                           |       |                          |
| Ghana                                                                             | 4 – 1 | Togo                     |
| Dominic Adiyiah 10' Jonathan Mensah 60' Serge Akakpo 69' (e.d.) Samuel Inkoom 84' | goals | 48' (pen.) Komlan Amewou |

GFA · A-internationals · Selecties ·  Bondscoaches · Ghanees vrouwenelftal · Ghana U21 · Ghana U20 · Ghana U19 · Ghana U18 · Ghana U17
1950 – 1959 ·
1960 – 1969 ·
1970 – 1979 ·
1980 – 1989 ·
1990 – 1999 ·
2000 – 2009 ·
2010 – 2019 ·
2020 − 2029
WK 2006 ·
WK 2010 · 
WK 2014
OS 1964 · 
OS 1968 · 
OS 1972 · 
OS 1976 · 
OS 1992 · 
OS 1996 ·
OS 2004
1950 · 
1951 · 
1952 · 
1953 · 
1954 · 
1955 · 
1956 · 
1957 · 
1958 · 
1959 · 
1960 · 
1961 · 
1962 · 
1963 · 
1964 · 
1965 · 
1966 · 
1967 · 
1968 · 
1969 · 
1970 · 
1971 · 
1972 · 
1973 · 
1974 · 
1975 · 
1976 · 
1977 · 
1978 · 
1979 · 
1980 · 
1981 · 
1982 · 
1983 · 
1984 · 
1985 · 
1986 · 
1987 · 
1988 · 
1989 · 
1990 · 
1991 · 
1992 · 
1993 · 
1994 · 
1995 · 
1996 · 
1997 · 
1998 · 
1999 · 
2000 · 
2001 · 
2002 · 
2003 · 
2004 · 
2005 · 
2006 · 
2007 · 
2008 · 
2009 · 
2010 · 
2011 · 
2012 · 
2013 ·
2014 ·
2015 ·
2016 ·
2017 ·
2018 ·
2019 ·
2020 ·
2021 ·
2022 ·
2023
Algerije ·
Angola ·
Argentinië ·
Australië ·
Benin ·
Bosnië en Herzegovina ·
Botswana ·
Brazilië ·
Burkina Faso ·
Burundi ·
Canada ·
Centraal-Afrikaanse Republiek ·
Chili ·
China ·
Comoren ·
Congo-Brazzaville ·
Congo-Kinshasa ·
Cuba ·
DDR ·
Denemarken ·
Duitsland ·
Egypte ·
Engeland ·
Equatoriaal-Guinea ·
Eritrea ·
Ethiopië ·
Gabon ·
Gambia ·
Griekenland ·
Guinee ·
Guinee-Bissau ·
IJsland ·
India ·
Indonesië ·
Irak ·
Iran ·
Italië ·
Ivoorkust ·
Jamaica ·
Japan ·
Joegoslavië ·
Kaapverdië ·
Kameroen ·
Kenia ·
Lesotho ·
Letland ·
Liberia ·
Libië ·
Madagaskar ·
Malawi ·
Maleisië ·
Mali ·
Marokko ·
Mauritius ·
Mexico ·
Montenegro · 
Mozambique ·
Namibië ·
Nederland ·
Nicaragua ·
Nieuw-Zeeland ·
Niger ·
Nigeria ·
Noorwegen ·
Oeganda ·
Oostenrijk ·
Portugal ·
Qatar ·
Rusland ·
Rwanda ·
Saoedi-Arabië ·
Sao Tomé en Principe ·
Senegal ·
Servië ·
Sierra Leone ·
Singapore ·
Slovenië ·
Soedan ·
Somalië ·
Swaziland ·
Tanzania ·
Thailand ·
Togo ·
Tsjaad ·
Tsjechië ·
Tunesië ·
Turkije ·
Uruguay ·
Verenigde Staten ·
Zambia ·
Zimbabwe ·
Zuid-Afrika ·
Zuid-Korea ·
Zwitserland
Brazilië (2006) · 
Duitsland (2014) ·
Italië (2006) · 
Ivoorkust (2015) · 
Portugal (2014) ·
Servië (2010) · 
Tsjechië (2006) · 
Verenigde Staten (2006) · 
Verenigde Staten (2014)
FTF · Selecties · Togolees vrouwenelftal
1950 – 1959 · 
1960 – 1969 · 
1970 – 1979 · 
1980 – 1989 · 
1990 – 1999 · 
2000 – 2009 · 
2010 – 2019 ·
2020 − 2029
WK 2006
Algerije ·
Angola ·
Bahrein ·
Benin ·
Botswana ·
Bukina Faso ·
Centraal-Afrikaanse Republiek ·
Chili ·
Comoren ·
Congo-Bazzaville ·
Congo-Kinshasa ·
Denemarken ·
Djibouti ·
Egypte ·
Equatoriaal-Guinea ·
Ethiopië ·
Frankrijk ·
Gabon ·
Gambia ·
Ghana ·
Guinee ·
Guinee-Bissau ·
Iran ·
Ivoorkust ·
Japan ·
Kaapverdië ·
Kameroen ·
Kenia ·
Lesotho ·
Liberia ·
Libië ·
Liechtenstein ·
Luxemburg ·
Madagaskar ·
Malawi ·
Mali ·
Marokko ·
Mauritanië ·
Mauritius ·
Mozambique ·
Namibië ·
Niger ·
Nigeria ·
Oeganda ·
Oman ·
Paraguay ·
Rwanda ·
Sao Tomé en Principe ·
Saoedi-Arabië ·
Senegal ·
Sierra Leone ·
Soedan ·
Swaziland ·
Tsjaad ·
Tunesië ·
Verenigde Arabische Emiraten ·
Zambia ·
Zimbabwe ·
Zuid-Korea ·
Zuid-Soedan ·
Zwitserland
Frankrijk (2006) · 
Zuid-Korea (2006) · 
Zwitserland (2006)